# Борен (Бельгия)
Боре́н (фр. Beauraing, валлон. Biarin / Grand Biarin) — коммуна в Валлонии, расположенная в провинции Намюр, округ Динан. Принадлежит Французскому языковому сообществу Бельгии. На площади 174,55 км² проживают 8344 человека (плотность населения — 48 чел./км²), из которых 47,78 % — мужчины и 52,22 % — женщины. Средний годовой доход на душу населения в 2003 году составлял 9888 евро.
Почтовые коды: 5570—5574, 5576. Телефонный код: 082.